# Konstens akademiker
Konstens akademiker är en finländsk hederstitel som samtidigt kan innehas av högst elva konstutövare. Den förlänas av Finlands president på förslag från Centralkommissionen för konst. Begreppet konst (finska taide) innefattar även arkitektur, litteratur, scenkonst och tonkonst.
| Konstens akademiker - 1996 – Juha Leiviskä - 1998 – Veijo Meri - 2004 – Outi Heiskanen - 2004 – Ralf Långbacka - 2006 – Jorma Panula - 2007 – Vuokko Nurmesniemi - 2008 – Aki Kaurismäki - 2009 – Eija-Liisa Ahtila - 2009 – Caj Bremer - 2009 – Kirsi Kunnas - 2009 – Marjo Kuusela | Tidigare konstens akademiker - 1972 – Rabbe Enckell (död 1974) - 1972 – Joel Rinne (död 1981) - 1972 – Tapio Wirkkala (död 1985) - 1980 – Väinö Linna (död 1992) - 1982 – Erik Bergman (död 2006) - 1982 – Bertel Gardberg (död 2007) - 1982 – Oskari Jauhiainen (död 1990) - 1982 – Reima Pietilä (död 1993) - 1982 – Matti A. Pitkänen (död 1997) - 1982 – Aale Tynni (död 1997) - 1982 – Eeva-Kaarina Volanen (död 1999) | - 1989 – Rauni Mollberg (död 2007) - 1991 – Ernst Mether-Borgström (död 1996) - 1991 – Paavo Haavikko (död 2008) - 1995 – Kain Tapper (död 2004) - 1999 – Vivica Bandler (död 2004) |